# Jean-Étienne Montucla
Jean-Étienne Montucla (Lyon, 5 de setembro de 1725 — Versalhes, 18 de dezembro de 1799) foi um matemático e escritor francês. Conhecido por ter elaborado uma história da matemática em vários volumes. 
Em 1754, publicou anonimamente um tratado sob o título  "Histoire des récherches sur la quadrature du cercle" e, em 1758, escreveu a primeira parte de sua grande obra "Histoire des mathématiques".  Após sua morte a obra  Histoire foi completada por Joseph Jérôme Lefrançois de Lalande e publicada em Paris no período 1799 – 1802 (4 volumes).